# Garry's Mod
Garry's Mod este un joc de sandbox care folosește motorul Source, creat de Garry Newman.